# 藤田光孝
藤田 光孝（ふじた みつたか、1959年8月16日 - 1998年3月18日）は、日本の物理学者。専門は物性理論。学位は、理学博士（京都大学・課程博士・1987年）。元筑波大学物質工学系助教授。
フラーレン、カーボンナノチューブ、ナノグラファイトおよびナノグラフェンに関する理論的研究について、多くの先駆的な研究成果を残した。ナノ炭素系物質の理論研究者として、将来を嘱望されていたが、1998年3月18日に急性くも膜下出血によって、38歳で急死した。
最も顕著な業績の一つは、グラフェンのジグザグ端にエッジ状態が現れることを理論的に予言したことである。また、グラフェンの電子状態の有限サイズ効果とエッジ効果を解析する上で、グラフェンリボン(または、グラフェンナノリボンあるいはナノグラファイトリボンとも呼ばれる)と呼ばれる理論模型を導入したことである。グラフェンのエッジ状態に関する原論文は、1996年に日本物理学会欧文誌であるJournal of the Physical Society of Japanに出版された。さらに、2003年のコンスタンチン・ノボセロフ、アンドレ・ガイム等によるグラフェンの発見によって、グラフェンのナノスケール効果および端効果を議論をする上で最も基礎的な理論の一つとして注目を集め、現在まで約3000回近い被引用数回数がある。また、没後、グラフェンにおけるエッジ状態の原論文が、日本物理学会論文賞(2003年3月)を受賞した。

## 略歴
- 1959年8月16日 愛媛県新居浜市生まれ
- 1978年3月 愛媛県立新居浜西高等学校卒業
- 1978年4月 京都大学理学部入学
- 1982年3月 同卒業
- 1982年4月 京都大学大学院理学研究科修士課程（物理学第一専攻）入学
- 1984年3月 同修了
- 1984年4月 京都大学大学院理学研究科博士後期課程（物理学第一専攻）入学
- 1987年3月 同修了
- 1987年3月 理学博士（京都大学）
- 1987年4月 筑波大学物質工学系助手
- 1990年4月 同講師
- 1991年8月 マサチューセッツ工科大学客員研究員 (〜1992年8月)
- 1995年4月 筑波大学物質工学系助教授
- 1996年3月 文部省短期在外研究員(〜同年8月)
- 1998年3月18日 死去(享年38)

## 受賞歴
没後、グラフェンにおけるエッジ状態の原論文が、日本物理学会論文賞(2003年3月)を受賞した。

## 代表的な業績
- M. Fujita, K. Wakabayashi, K. Nakada, K. Kusakabe, Peculiar Localized State at Zigzag Graphite Edge, J. Phys. Soc. Jpn. 65 (1996) pp. 1920-1923 https://doi.org/10.1143/JPSJ.65.1920
- K. Nakada, M. Fujita, G. Dresselhaus, M.S. Dresselhaus, Edge state in graphene ribbons: Nanometer size effect and edge shape dependence, Phys. Rev. B54, 17954 - 17961 (1996) https://doi.org/10.1103/PhysRevB.54.17954
- K. Wakabayashi, M. Fujita, H. Ajiki, M. Sigrist, Electronic and magnetic properties of nanographite ribbons, Phys. Rev. B 59, 8271 - 8282 (1999) https://doi.org/10.1103/PhysRevB.59.8271
- R. Saito, M. Fujita, G. Dresselhaus, M.S. Dresselhaus, Electronic structure of graphene tubules based on C_ {60}, Phys. Rev. B 46, 1804 - 1811 (1992) https://doi.org/10.1103/PhysRevB.46.1804
- R. Saito, M. Fujita, G. Dresselhaus, M.S. Dresselhaus, Electronic structure of chiral graphene tubules, Appl. Phys. Lett. 60, 2204-2206 (1992)
- Y. Miyamoto, K. Nakada, M. Fujita, First-principles study of edge states of H-terminated graphitic ribbons, Phys. Rev. B 59, 9858 - 9861 (1999) https://doi.org/10.1103/PhysRevB.59.9858
- M. Fujita, M. Igami, K. Nakada, Lattice Distortion in Nanographite Ribbons, J. Phys. Soc. Jpn. 66 (1997) pp. 1864-1867
- T. Ogitsu, T. Miyazaki, M. Fujita and M. Okazaki, Role of Hydrogen in C and Si (001) Homoepitaxy, Phys. Rev. Lett. 75, 4226 (1995)
- M. Kato, K. Machida, H. Nakanishi, M. Fujita, Soliton Lattice Modulation of Incommensurate Spin Density Wave in Two Dimensional Hubbard Model -A Mean Field Study-, J. Phys. Soc. Jpn. 59 (1990) pp. 1047-1058 https://doi.org/10.1143/JPSJ.59.1047
- K. Machida, M. Fujita, Soliton lattice structure of incommensurate spin-density waves: Application to Cr and Cr-rich Cr-Mn and Cr-V alloys, Phys. Rev. B 30, 5284 - 5299 (1984)
- K. Nakao, N. Kurita, M. Fujita, Ab initio molecular-orbital calculation for C70 and seven isomers of C80, Phys. Rev. B 49, 11415 - 11420 (1994)
- M. Fujita, R. Saito, G. Dresselhaus, M.S. Dresselhaus, Formation of general fullerenes by their projection on a honeycomb lattice, Phys. Rev. B 45, 13834 - 13836 (1992)
- K. Machida, M. Fujita, Quantum energy spectra and one-dimensional quasiperiodic systems, Phys. Rev. B 34, 7367 - 7370 (1986)
- K. Harigaya, M. Fujita, Dimerization structures of metallic and semiconducting fullerene tubules, Phys. Rev. B 47, 16563 - 16569 (1993)
- M. Yoshida, M. Fujita, P.W. Fowler, E.C. Kirby, Non-bonding orbitals in graphite, carbon tubules, toroids and fullerenes, J. Chem. Soc., Faraday Trans., 93, 1037 - 1043 (1997)

## 主要論文
共著
- 藤田 光孝, 吉田 満帆, 大澤 映二、フラーレンの幾何学的考察と新しい炭素形態の構築 炭素 1994年 1994巻 162号 p.100-109, doi:10.7209/tanso.1994.100
- 藤田光孝、吉田満帆、「フラーレンネットワークの多形性と電子状態」 日本物理學會誌 50(12), 945-952, 1995-12-05, NAID 110002077053

## 関連人物
- 中田恭子(元ポスドク研究員、青山学院大学)
- 岡田晋(元助手、筑波大学)
- 若林克法(物質・材料研究機構)
- 伊神正貫(科学技術政策研究所)
- 高木祥光(筑波大学)
- 荻津格(Lawrence Livermore National Laboratory)